# Páni z Donína
Páni, či purkrabí z Donína, či jen Donínové (německy Grafen und Burggrafen von Dohna) jsou stará německá panská rodina, jež odvozovala svůj franský původ a službu na dvoře císaře Karla Velikého, odkud odešla do Saska. Měla čtyři rodové větvě: saskou, českou, slezskou a pruskou. Saská větev zdomácněla na českém území a dostala název podle hradu Donín (Dohna) ve stejnojmenném městě, kde funkci purkrabího v letech 1152–1180 vykonával zakladatel rodu Jindřich z Rotova. Dosud žijí příslušníci větve pruské.

## Historie
Jindřich z Rotova se stal prvním purkrabím v letech 1152–1180, hodnost purkrabího se poté dědičně přenášela z jednoho člena na druhého, a proto rodina začala užívat tohoto nezvyklého přídomku. Hrad začal střídat majitele (čeští panovníci s německými císaři). Po ztrátě hradu následkem Donínské pře roku 1402 přesídlili do Čech. Drželi zde Okoř, Lochovice, Bílý Újezdec (dnešní osada obce Ledce), Tuchoraz, Dražice, Benátky nad Jizerou, kde Bedřich z Donína (1468–1574) dal postavit na místě zříceniny gotického hradu renesanční zámek. V Čechách vlastnil rod z Donína na začátku 17. století zámek Lemberk, který ovšem po bitvě na Bílé hoře opustil. Rod se rozdělil do dvou větví, které však obě v první polovině 17. století vymírají. Vladislav a Ota se účastnili stavovského povstání a po porážce museli emigrovat do zahraničí, kde oba bez potomků zemřeli. Slezská větev také vymřela, zůstávají pouze příslušníci původní pruské linie.

## Purkrabí z Donína na Grabštejně
Méně známá je slezsko-lužická větev rodu, kterou založil Jindřich III. z Donína. Jindřich III. strávil 40 let svého aktivního života na cestách mezi dvory svých lenních pánů: českého krále Václava I. a později Přemysla Otakara II., míšeňského markraběte Jindřicha Jasného a míšeňského biskupa, mezi něž lenní práva nad Donínem střídavě přecházela. Napětí a neshody mezi Jindřichem Jasným a Jindřichem z Donína vyústily až do popravy Jindřichova syna Oty a odchodu rodiny do Čech, do Žitavska. Zde vybudovali hrad Grabštejn (Grafenstein) a stáli u založení kláštera Marienthal.

## Představitelé v českých zemích

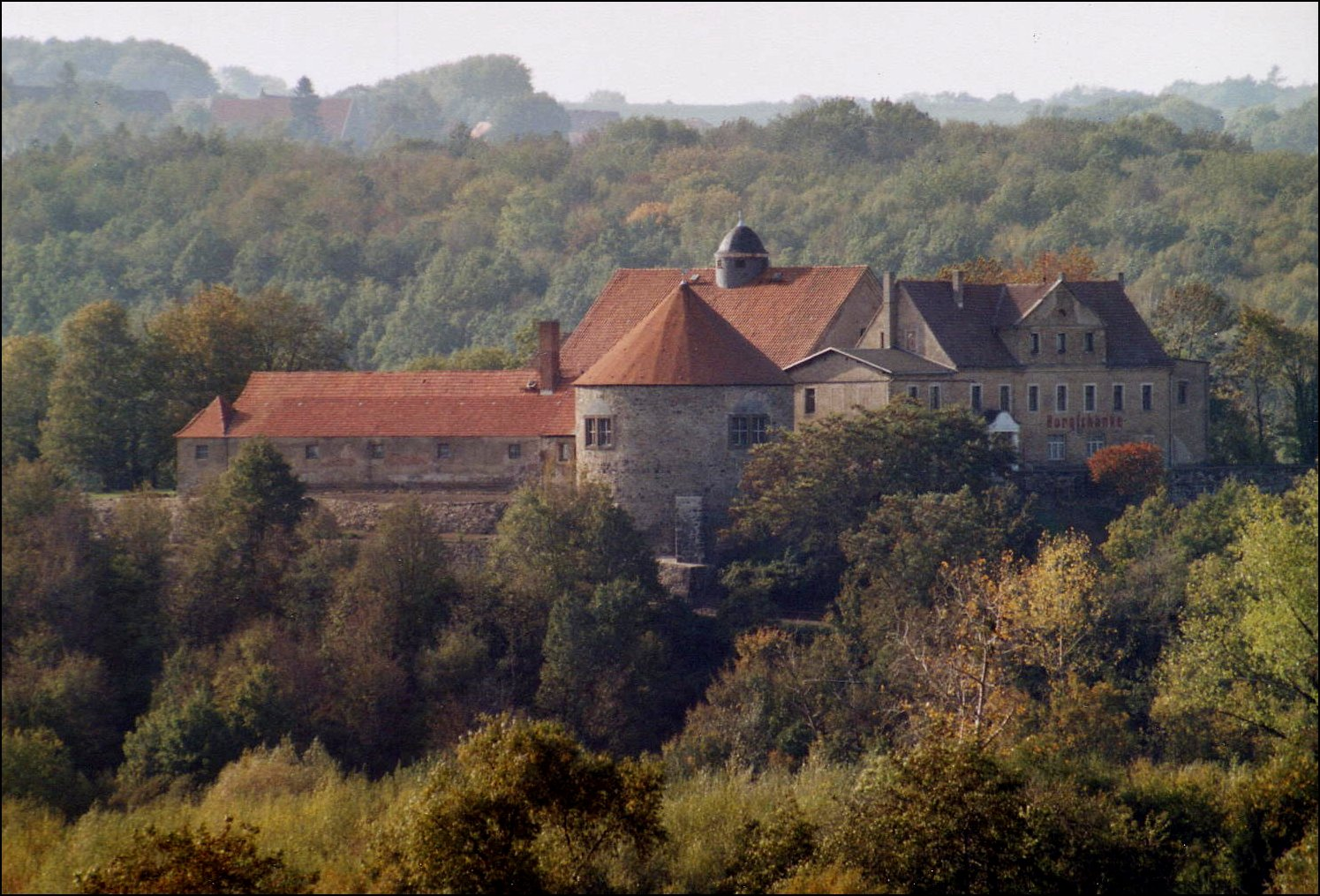
Hrad Dohna (Donín) po přestavbě z 19. století

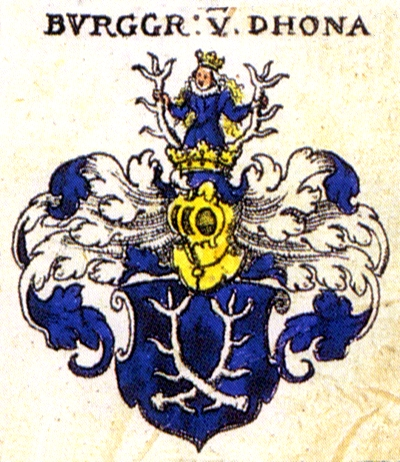
Erb pánů z Donína podle Siebmachera

- Ješek a Bořivoj, purkrabí z Donína, drželi v letech 1470–1523 Donínský dům v Praze na Staroměstském náměstí.
- Bedřich z Donína (1574–1634) byl dvořanem Rudolfa II., později zastával funkce zemského rady a soudce. Včas konvertoval ke katolické víře. Rád cestoval, během páté cesty do italského města Loreto, kde pobýval v letech 1607–1608, napsal zajímavý cestopis, který byl tiskem vydán až roku 1940. Kvůli své vášni v cestování se zadlužil, musel prodat rodinný statek a zemřel v bídě.
- Karel Hanibal z Donína (1588–1633) byl stoupenec katolické strany v době stavovského povstání proti císaři, vlastnil Kvasiny a Solnici.
- Achác z Donína (1581–1647) byl významným diplomatem ve službách krále Fridricha Falckého.
- Stanislav z Donína (1840–1917) pocházel z pruské rodové linie Dohna Schlodien, byl lesním kontrolorem hohenzollernských statků v Bystřici nad Ühlavou.[1]

## Erb
Ve znaku mají dva skřížené jelení parohy v modrém poli, v klenotu korunovaný helm, z něhož vyrůstá korunovaná panna štítonoška se dvěma jeleními parohy v rukou.

## Příbuzenstvo
Pokrevně se spojili s Šternberky, Vartemberky, Valdštejny, Trčky, Kolovraty či pány ze Stráže.